# Trieur alvéolaire
Pour les articles homonymes, voir Trieur.
Les trieurs alvéolaires et les calibreurs sont des appareils qui permettent de séparer les graines d’après leurs formes. Ils éliminent les graines ovales, longues ou rondes dont le diamètre est identique à celui de la semence; ces dernières graines n’ayant pas pu être éliminées par les grilles des appareils précédents.

## Principe de fonctionnement
Après avoir été nettoyées et triées dans un nettoyeur séparateur, les opérations s'effectuent avec, en batterie, deux trieurs alvéolaires. L’un élimine les grains ronds (gaillets, vesces) ou cassés, l’autre les grains longs (folles avoines, orges dans le blé,...). En tournant, les cylindres pourvus d'alvéoles entrainent les graines qui s'y enfoncent plus loin et plus haut grâce à la force centrifuge. Celles-ci finissent par tomber dans une rigole et sont évacuées. L’opérateur dispose d’un choix de 5 à 10 cylindres pourvus d'alvéoles de différentes formes et dimensions pour les céréales à paille (ou pour d'autres espèces) afin d’adapter ses réglages en fonction de l’espèce travaillée et de la nature des déchets à éliminer. Certains cylindre retiennent les graines plus rondes que les semences à trier, d'autres cylindres retiennent les graines plus longues,.
Principalement utilisés dans le domaine de l'agriculture mais aussi dans les stations de semence, l'agroalimentaire ou dans certaines industries, les trieurs alvéolaires grâce à leurs cylindres cribleurs permettent d’homogénéiser un lot de semences, facilitant ainsi par la suite le travail de la table densimétrique,.
Les trieurs alvéolaires font partie intégrante d'une série d'appareils pour le nettoyage, triage, calibrage des produits céréaliers protéagineux et oléagineux. Les appareils comme les pré-nettoyeurs, épurateurs, nettoyeurs rotatifs, trieurs alvéolaires, tables densimétriques, ou trieurs optiques complètent la gamme des appareils pour le nettoyage des produits céréaliers ou protéagineux en vue de leur commercialisation par les coopératives, organismes stockeurs, stations de semences ou meuneries,.